# Arenaria saxigena
Arenaria saxigena là loài thực vật có hoa thuộc họ Cẩm chướng. Loài này được (Humbert & Maire) Dobignard mô tả khoa học đầu tiên năm 2002.